# 天祿 (日本)
天祿（970年5月3日~974年1月16日）是日本的年號。使用這年號之日本天皇是圓融天皇。

## 改元
- 安和三年三月廿五（970年5月3日） ：改元。
- 天祿四年十二月二十（974年1月16日） ：改元天延。

## 出處
班固《西都赋》：又有天禄、石渠、典籍之府

## 大事記
- 天祿元年：於京都八坂神社舉行之祇園祭開始每年舉辦。
- 天祿三年：藤原兼通就任内大臣。

## 紀年、干支、西曆對照表
| 天祿 | 元年  | 二年  | 三年  | 四年  |
| 公元 | 970年 | 971年 | 972年 | 973年 |
| 干支 | 庚午  | 辛未  | 壬申  | 癸酉  |